# Joan Bargunyó i Ribas
Joan Bargunyó i Ribas (Vilafranca del Penedès, 20 de març de 1886 - Barcelona, 11 de març de 1960) fou un futbolista català de la dècada dels anys 1900.

## Trajectòria
La temporada 1902-03 disputà diversos partits amistosos amb el FC Barcelona. La temporada 1904-05 jugà al FC Vilafranca, i la següent tornà al FC Barcelona, club amb el qual jugà partits oficials del Campionat de Catalunya. Continuà lligat al FC Barcelona en diverses funcions. Fou directiu entre 1924 i 1925, i 1950 i 1952, tresorer en tres etapes (1925, 1934-1935 i 1937-1940) i vicepresident entre 1935 i 1936.